# James Chiona
James Chiona (ur. w 1924 w Bandawe, zm. 18 sierpnia 2008 w Chiradzulu) – malawijski duchowny rzymskokatolicki, arcybiskup Blantyre.

## Biografia
12 września 1954 otrzymał święcenia prezbiteriatu i został kapłanem wikariatu apostolskiego Blantyre.
11 stycznia 1965 papież Paweł VI mianował go biskupem pomocniczym Blantyre oraz biskupem tytularnym bacanaryjskim. 28 marca 1965 przyjął sakrę biskupią z rąk arcybiskupa Blantyre Johna Baptisty Huberta Theunissena SMM. Współkonsekratorami byli biskup Dedzy Cornelius Chitsulo oraz biskup Zomby Lawrence Pullen Hardman SMM.
Jako ojciec soborowy wziął udział w czwartej sesji soboru watykańskiego II. 14 października 1967 abp Theunissen zrezygnował, aby arcybiskupem mógł zostać Malawijczyk. 29 listopada 1967 Paweł VI na nowego arcybiskupa Blantyre mianował bpa Chiona.

### Arcybiskup Blantyre
Podczas swojego pontyfikatu abp Chiona był jedynym arcybiskupem w Malawi, a wszyscy pozostali malawijscy biskupi byli jego sufraganami. Przewodniczył Konferencji Episkopatu Malawi w latach 1969–1980 oraz 1984–1994. W maju 1989 przyjmował w swojej archidiecezji papieża Jana Pawła II, podczas jego podróży apostolskiej do Afryki.
Jako przewodniczący Konferencji Episkopatu Malawi wraz z innymi malawijskimi biskupami był sygnatariuszem wielkopostnego listu pasterskiego odczytanego w malawijskich kościołach w niedzielę 8 marca 1992. Episkopat skrytykował w nim łamanie praw człowieka przez reżim prezydenta Hastingsa Kamuzu Bandy. Rząd uznał list pasterski za publikację wywrotową, uznając jego posiadanie za przestępstwo. Biskupi byli przesłuchiwani przez policję w Blantyre. Rząd rozpoczął ponadto oszczerczą kampanię w mediach przeciwko episkopatowi. Malawi News pisał, że celem listu było zaimportowanie terroryzmu IRA. Policja w Zombie otworzyła ogień do studentów protestujących w obronie biskupów. Sytuacja zaniepokoiła społeczność międzynarodową, która obawiała się rozpętania prześladowań katolików oraz zabójstw sygnatariuszy listu, co było znanym sposobem uciszania krytyków reżimu Bandy. W sprawie interweniowało m.in. Amnesty International. Ostatecznie w sytuacji przemian demokratycznych, które rozpoczęły w państwie, obawy nie sprawdziły się.
23 stycznia 2001, dwa lata po osiągnięciu wieku emerytalnego, abp Chiona przeszedł na emeryturę.